# 第三次世界大戦 (テレビドラマ)
『第三次世界大戦』（原題：World War III）は、アメリカ合衆国・NBCで1982年に放映されたテレビミニシリーズ。
オリジナルは200分だが、ビデオでは180分となっている。日本では、テレビ東京の『木曜洋画劇場』が3時間特別枠で一挙放映を行った。アラスカで撮影されたという触れ込みだが、ほとんどがセットで撮影されている。なお、当初の監督だったボリス・セイガルは撮影中にヘリコプターのローターで頭を吹き飛ばされるという事故で死亡したため、急遽デイヴィッド・グリーンが後を継いで完成させた。
『若き勇者たち』『ザ・デイ・アフター』『アメリカ』などと共に、ソ連の米国本土への侵攻の脅威を描いた冷戦下末期の作品である。

## ストーリー
1987年冬（設定と字幕だと「時は未来」となっている）、アメリカがソ連に対して穀物輸出を規制。それを解除させる材料とすべく、ソ連軍部は40名の空挺部隊を吹雪になるタイミングを狙ってアラスカに投入する。目標はアラスカの石油パイプライン基地で、ここを占拠して取引材料とすることを企んでいたのだ。
レーダー基地はソ連のスパイによって沈黙。一般市民が殺害される中、アメリカはようやく事態を察知するが、猛吹雪のために軍隊を投入できず、現地で訓練中の最低限の弾薬と装備しか持たない少人数の州兵部隊のみが、唯一の対抗戦力となった。アメリカの部隊は石油パイプライン基地に陣取り、懸命の抵抗を試みるが、装備に勝るソ連軍部隊に追い詰められてゆく。
アメリカ大統領とソ連書記長はアイスランドで極秘会談を行い事態の収拾を図るが、ようやく平和的な解決が見えてきた直後、穏健派のソ連書記長が暗殺されてソ連首脳部は戦争強硬派（タカ派）の情報部将軍らによって掌握され、パイプライン基地は陥落して爆破される。もはや事態は、核ミサイルの応酬による全面戦争を迎えるのみであった。やがて、アメリカとソ連の平和な日常が映し出され、忍び寄る戦禍を暗示して物語は幕を下ろす。

## スタッフ
- 監督：デイヴィッド・グリーン、ボリス・セイガル
- 製作総指揮：パット・フィネガン、ビル・フィネガン
- プロデューサー：ブルース・ランズベリー
- 脚本：ロバート・L・ジョセフ

## キャスト
※括弧内は日本語吹替（初回放送1982年10月7日 テレビ東京『木曜洋画劇場』）
- デヴィッド・ソウル
- ブライアン・キース
- ロック・ハドソン（宮川洋一）
- キャシー・リー・クロスビー
- キャサリン・ヘルモンド
- ロバート・プロスキー
- ジェームズ・ハンプトン
- リチャード・イニグェス
- ジェローン・クラッベ
- リー・ウォレス

## 受賞
- エミー賞 - メイクアップ賞：ポール・スタンホープ

## ビデオ
- ビデオは松竹ホームビデオより発売された（発売：松竹富士、販売：松竹）。